# Renan Foguinho
Renan Rodrigues da Silva detto Renan Foguinho (Londrina, 9 ottobre 1989) è un ex calciatore brasiliano, di ruolo centrocampista.

## Palmarès

### Club

#### Competizioni statali
- Campionato Paranaense: 1

Athl. Paranaense: 2009

#### Competizioni nazionali
- TFF 1. Lig: 1

Adanaspor: 2015-2016